# Neoathyreus corniculatus
Neoathyreus corniculatus är en skalbaggsart som beskrevs av Felsche 1909. Neoathyreus corniculatus ingår i släktet Neoathyreus och familjen Bolboceratidae. Inga underarter finns listade i Catalogue of Life.